# Федоровский, Павел Алексеевич
Павел Алексеевич Федоровский (1862 — ?) — российский преподаватель, действительный статский советник.

## Биография
Родился в 1862 году в семье обер-офицера иностранного происхождения. Окончил Императорский Харьковский университет.
На государственной службе и в ведомстве Министерства народного просвещения с 18 октября 1885 года по 1 августа 1913 года и с 3 декабря 1913 года по 24 февраля 1914 года.
В источниках относительно государственной службы начинает упоминаться в 1903—1906 учебных годах уже в чине статского советника (с выслугой с 18 октября 1898 года) как директор народных училищ Кутаисской губернии.
В 1906—1913 учебных годах уже в чине действительного статского советника (с выслугой с 1 января 1906 года) работает директором народных училищ Тифлисской губернии.
3 декабря 1913 года назначен на службу инспектором по делам печатных изданий в Вильне.
20 декабря 1913 года направлен в командировку в Баку исполнять обязанности инспектора по делам печатных изданий, где работает до 24 февраля 1914 года.
В 1914—1919 учебных годах директор директор Златопольской мужской и женской гимназии. С 8 сентября по 18 сентября 1919 года находится в Киеве, а 27 ноября 1919 года уже не являлся директором.

## Награды
- Кавалер ордена Святого Станислава 2 степени
- Кавалер ордена Святой Анны 2 степени (1 января 1903)
- Кавалер ордена Святого Владимира 4 степени (1 января 1911)[5]
- Кавалер ордена Святого Владимира 3 степени (1 января 1915)
- Медаль «В память царствования императора Александра III»